# PTGER4
PTGER4 (англ. Prostaglandin E receptor 4) – білок, який кодується однойменним геном, розташованим у людей на короткому плечі 5-ї хромосоми. Довжина поліпептидного ланцюга білка становить 488 амінокислот, а молекулярна маса — 53 119.
| 10         |  | 20         |  | 30         |  | 40         |  | 50         |
| ---------- |  | ---------- |  | ---------- |  | ---------- |  | ---------- |
| MSTPGVNSSA |  | SLSPDRLNSP |  | VTIPAVMFIF |  | GVVGNLVAIV |  | VLCKSRKEQK |
| ETTFYTLVCG |  | LAVTDLLGTL |  | LVSPVTIATY |  | MKGQWPGGQP |  | LCEYSTFILL |
| FFSLSGLSII |  | CAMSVERYLA |  | INHAYFYSHY |  | VDKRLAGLTL |  | FAVYASNVLF |
| CALPNMGLGS |  | SRLQYPDTWC |  | FIDWTTNVTA |  | HAAYSYMYAG |  | FSSFLILATV |
| LCNVLVCGAL |  | LRMHRQFMRR |  | TSLGTEQHHA |  | AAAASVASRG |  | HPAASPALPR |
| LSDFRRRRSF |  | RRIAGAEIQM |  | VILLIATSLV |  | VLICSIPLVV |  | RVFVNQLYQP |
| SLEREVSKNP |  | DLQAIRIASV |  | NPILDPWIYI |  | LLRKTVLSKA |  | IEKIKCLFCR |
| IGGSRRERSG |  | QHCSDSQRTS |  | SAMSGHSRSF |  | ISRELKEISS |  | TSQTLLPDLS |
| LPDLSENGLG |  | GRNLLPGVPG |  | MGLAQEDTTS |  | LRTLRISETS |  | DSSQGQDSES |
| VLLVDEAGGS |  | GRAGPAPKGS |  | SLQVTFPSET |  | LNLSEKCI   |  |            |

A: Аланін

C: Цистеїн

D: Аспарагінова кислота

E: Глутамінова кислота

F: Фенілаланін

G: Гліцин

H: Гістидин

I: Ізолейцин

K: Лізин

L: Лейцин

M: Метіонін

N: Аспарагін

P: Пролін

Q: Глутамін

R: Аргінін

S: Серин

T: Треонін

V: Валін

W: Триптофан

Кодований геном білок за функціями належить до рецепторів, g-білокспряжених рецепторів, білків внутрішньоклітинного сигналінгу, фосфопротеїнів. 
Локалізований у клітинній мембрані, мембрані.